# Egidio Miragoli
Egidio Miragoli (20. juli 1955 i Gradella di Pandino i Italien) har siden 29. september 2017 været den katolsk biskop i Mondovì i Italien.
Miragoli er uddannet præst fra Lodi og blev ordineret som præst den 23. juni 1979. Han har også studeret i Rom.

## Fotografier
- Biskop Malvestiti giver fader Miragoli kalotten på, da han bliver valgt til biskop af Mondovì, 29. september 2017

## Fodnoter
1. ↑  "Rinunce e nomine: Rinuncia del Vescovo di Mondovì (Italia) e nomina del successore". Arkiveret fra originalen 1. oktober 2017. Hentet 22. november 2017.
2. ↑  "Il nuovo vescovo di Mondovì sarà ordinato a Lodi l'11 novembre". Arkiveret fra originalen 10. oktober 2017. Hentet 22. november 2017.